# 池田泉州DC
株式会社池田泉州DC（いけだせんしゅうディーシー、Senshu Ikeda DC Co.,Ltd）は、株式会社池田泉州ホールディングスの連結子会社でクレジットカード会社である。

## 概要
三菱UFJニコス株式会社のDCカードのフランチャイジーであり、同行の顧客基盤を基にクレジットカード（DCカード）の発行やDCの加盟店の開拓を行っている。